# جوزيف ماكورميك (لاعب هوكي الجليد)
جوزيف ماكورميك هو لاعب هوكي الجليد كندي، ولد في 12 أغسطس 1895 في كيبك في كندا، وتوفي في 14 يونيو 1958 في تورونتو في كندا.

## وصلات خارجية
- جوزيف ماكورميك على موقع EliteProspects.com (الإنجليزية)
- جوزيف ماكورميك على موقع Eurohockey.com (الإنجليزية)
- جوزيف ماكورميك على موقع HockeyDB.com (الإنجليزية)
- جوزيف ماكورميك على موقع اللجنة الأولمبية الدولية (الإنجليزية)
- جوزيف ماكورميك على موقع أوليمبيديا (الإنجليزية)